# Banjar jezik
Banjar jezik (ISO 639-3: bjn nandžar malajski, labuhan; banjar, bandjarese), jezik malajskog naroda Bandžara s otoka Borneo (Kalimantan) u Indoneziji. Govori ga oko 3 500 000 ljudi u obalnim regijama Banjarmasin, Pulau Laut, Kutai i Pasir, te svega 2 300 u Maleziji (2000 SIL), u adminstrativnoj pokrajini Tawau u Sabahu.
Bandžarski pripada majajskoj podskupini šire malajičke skupine jezika, malajsko-polinezijska porodica. Dijalekti: kuala i hulu.

## Vanjske poveznice
- Ethnologue (14th)
- Ethnologue (15th)